# دستان (آلبوم)
دستان، نام آلبوم موسیقی سنتی ایرانی است با صدای محمدرضا شجریان،آهنگ‌سازی پرویز مشکاتیان و اجرای گروه عارف در دستگاه چهارگاه که در سال ۱۳۶۷ منتشر شده‌ است. ترانه‌های این آلبوم از میان شعرهای سعدی و حافظ انتخاب شده‌ است.

## شرح

### هنرمندان
- محمدرضا شجریان: خواننده
- پرویز مشکاتیان: سنتور
- داریوش پیرنیاکان: تار
- منصور سینکی: تار
- فرخ مظهری: تار
- اردشیر کامکار: کمانچه
- سعید فرج‌پوری: کمانچه
- جمشید عندلیبی: نی
- محمد فیروزی: بربط
- بیژن کامکار: رباب
- ارژنگ کامکار: تنبک
- امیر فهیمی: قیچک

### فهرست
- قطعهٔ «چکاد» ساخته پرویز مشکاتیان
- آواز و سنتور (درآمد چهارگاه، مویه، زابل، حصار) (شعر سعدی)
- ادامه آواز با تار (حصار، فرود، پهلوی، جامه دران، فرود)
- ادامه آواز و تار (مخالف، فرود، منصوری، فرود)
- قطعهٔ «دخترک ژولیده» ساخته استاد علینقی وزیری
- آواز و نی (بزرگ و مثنوی مخالف) (شعر سعدی)
- ادامه آواز با کمانچه (بزرگ، مثنوی سه گاه،اورجوزه)
- تصنیف «صبح است ساقیا» ساخته پرویز مشکاتیان (شعر حافظ)

## ترانه‌ها

### ترانهٔ یکم: از در درآمدی و من از خود بدر شدم[۱]
آواز چهارگاه، شعر از سعدی

(جملهٔ اول درآمد)

از در درآمدی و من از خود بدر شدم
گویی کز این جهان به جهان دگر شدم
(جمله دوم درآمد)

گوشم به راه تا که خبر می‌دهد ز دوست
صاحب خبر بیامد و من بی‌خبر شدم
(مویه)

گفتم ببینمش مگرم درد اشتیاق
ساکن شود بدیدم و مشتاق تر شدم
(زابل)

چون شبنم اوفتاده بُدَم پیش آفتاب
مهرم به جان رسید و به عیوق برشدم
(حصار)

دستم نداد قوّت رفتن به پیش یار
چندی به پای رفتم و چندی به سر شدم
(پس حصار + اشاره به مویه + فرود)

تا رفتنش ببینم و گفتنش بشنوم
از پای تا به سر همه سمع و بصر شدم
(مخالف)

من چشم از او چگونه توانم نگاه داشت
کاول نظر به دیدن او دیده‌ور شدم
(مخالف)

او را خود التفات نبودش به صید من
من خویشتن اسیر کمند نظر شدم
(منصوری + فرود)

گویند روی سرخ تو سعدی چه زرد کرد
اکسیر عشق در مِسَم آمیخت زر شدم

### ترانهٔ دوم: دوش دور از رویت ای جان
آواز چهارگاه، شعر از سعدی

(مثنوی مخالف)

دوش دور از رویت ای جان جانم از غم تاب داشت
ابر چشمم؛ بر رخ از، سودای تو؛ سیلاب داشت
(مثنوی مخالف)

نه از تفکر، عقل مسکین؛ پایگاه، صبر دید
نه از پریشانی، دل شوریده؛ چشم خواب داشت
(مثنوی مخالف)

نقش نامت؛ کرده دل؛ محراب تسبیح وجود
تا سحر تسبیح‌گویان؛ روی، در محراب داشت
(مخالف چهارگاه + فرود)

دیده‌ام، می‌جست؛ گفتندم، نبینی روی دوست
عاقبت معلوم کردم؛ کاندرو، سیماب داشت
(مویه)

روزگار از عشق خوبان؛ شهد، فائق می‌نمود
باز دانستم؛ که شهد آلوده؛ زهر ناب داشت
(منصوری)

سعدی این ره، مشکل افتاده‌است؛ در دریای عشق
کاول آخر در صبوری اندکی پایاب داشت
(جمله اول درآمد چهارگاه)

دوش، دور از رویت ای جان؛ جانم از غم، تاب داشت
ابر چشمم، بر رخ از سودای تو؛ سیلاب داشت
(جمله دوم درآمد چهارگاه)

نه از تفکر؛ عقل مسکین؛ پایگاه، صبر دید
نه از پریشانی، دل شوریده چشم خواب داشت

### ترانهٔ سوم: می‌برزند ز مشرق شمع فلک زبانه
آواز چهارگاه، شعر از سعدی

(اورجوزه)  یا رجز

می‌برزند ز مشرق شمع فلک زبانه
ای ساقی صبوحی در ده می‌شبانه
(اورجوزه)

عقلم بدزد، لختی چند اختیار دانش
هوشم ببر، زمانی تا کی غم زمانه
(اورجوزه)

گر سنگ فت‍نه بارد؛ فرق منش سپر کن
ور تیر طع‍نه آید جان منش نشانه
(اورجوزه)

صوفی و کن‍ج خلوت سعدی و طَرف صحرا
صاحب هنر نگی‍رد بر بی‌هنر بهانه

## قطعهٔ چکاد
قطعه چکاد یکی از شاهکارهای پرویز مشکاتیان است. وی در مورد چگونگی ساخت این اثر در سرآغاز کتاب نُت آن می‌نویسد:
چندین سال پیش بنا به قرار هرساله، چند روزی را در دامنه دماوند و کنار دریاچهٔ لار چادر زده بودیم و بهره‌مند از نعم خداوندی جاری در این دشت باشکوه. شب را در کنار آتش به اصطلاح سرخ‌پوستی تا پگاه بیدار ماندم و زمانی که یاران مهیا شدند که به رودخانه بزنند برای قزل‌آلای خال‌قرمز، کاغذ و قلم را آمادهٔ نوشتن نمودم. بر پیشانی کاغذ نوشتم «چکاد». عزیزم رضا، یکی از بچه‌های بومی را گذاشت که از من پذیرایی کند. من نیاز به سکوت داشتم چون چکاد را روی کاغذ و بدون ساز شروع کردم. پسرِ مش‌احمد اولین بار بود که خط نُت را می‌دید و مادام از من می‌پرسید که به چه خطی و چی می‌نویسم. من گفتم به خط میخی وقایع سفر را می‌نویسم. زمانی که از من خواست نوشته را برایش بخوانم، ناگزیر شدم برای خرید به پلور بفرستمش تا بتوانم کار را ادامه دهم. شب که برگشت، بوسیدمش و با عذرخواهی معاشرتمان را ادامه دادیم ولی او دریافته بود که به دنبال نخود سیاه رهسپار شده‌است. چکاد که قرار بود مقدمهٔ دماوند (شعر ملک‌الشعرای بهار) شود، خود بی‌کلام ادامه یافت و مقدمهٔ «دستان» شد…